# 国际奥林匹克委员会

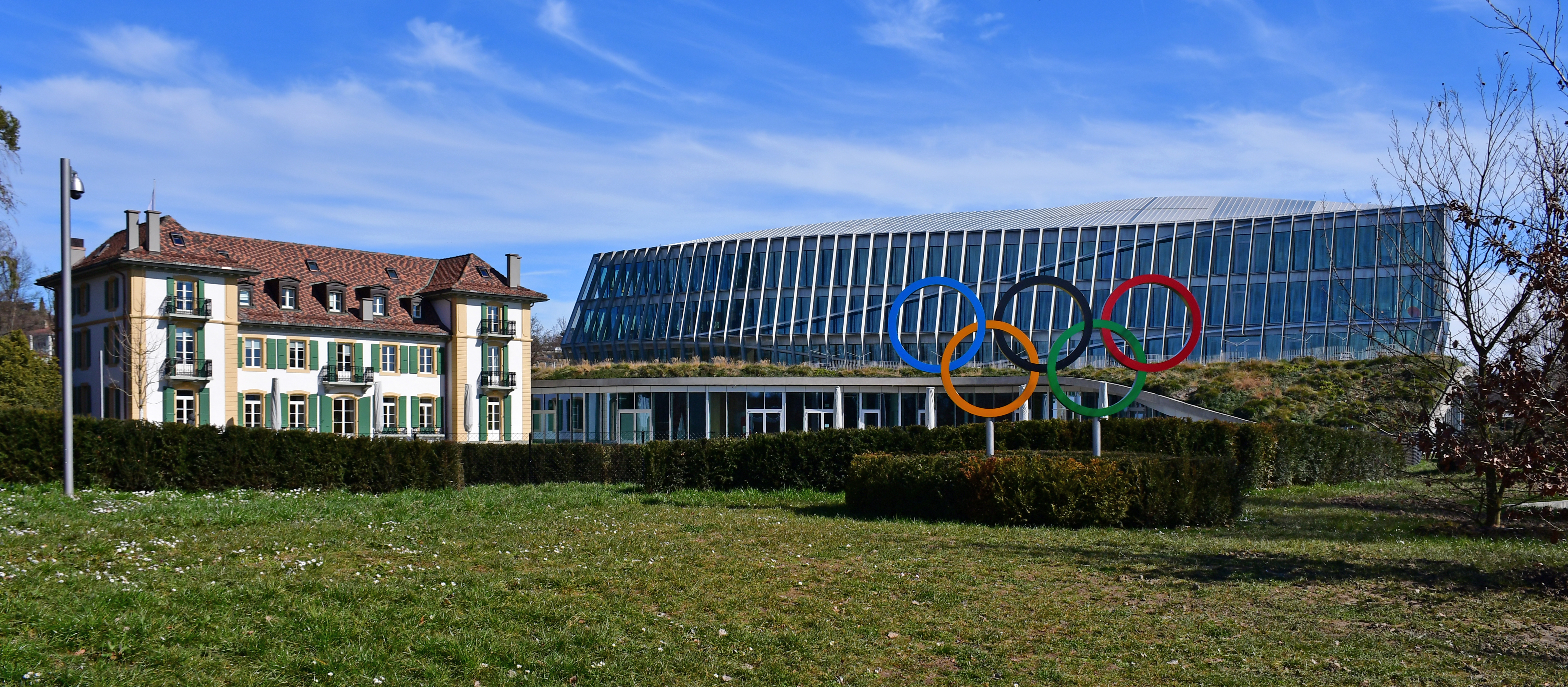
国际奥委会总部（2020年摄）

国际奥林匹克委员会（法語：Comité International Olympique），简称，是非政府、非營利国际体育组织，負責组织举办夏季奥林匹克运动会、冬季奥林匹克运动会、青年奥林匹克运动会、奥林匹克电子竞技运动会，总部位于瑞士洛桑。
该组织由法国人皮埃尔·德·顾拜旦于1894年6月23日建立，首任主席是泽麦特里乌斯·维凯拉斯。
国际奥委会依照《奥林匹克宪章》领导「奥林匹克运动」，是领导奥林匹克运动和决定有关奥林匹克运动问题的最高权力机关，它与各国家和地区奥林匹克委员会以及国际单项体育组织相互承认，为奥林匹克运动会及其五环会徽专管机构，对每4年举办一次的奥林匹克运动会拥有一切权力。其第一负责人即国际奥林匹克委员会主席。工作語言为法语和英语。國際奧委會為帶有奧林匹克休戰永久性質的聯合國觀察員。

## 历史
国际奥林匹克委员会成立于1894年6月23日，由法國籍国际体育活动家皮埃尔·德·顾拜旦男爵发起成立，後來顾拜旦被尊称为「现代奥林匹克之父」。
15世纪的文艺复兴使得许多欧洲人开始重新赞扬奥林匹克精神。義大利籍的马泰奥·帕尔米里亚在1450年提出要提倡奥运会的和平与友谊的精神；德國籍的库齐乌斯花了多年时间挖掘古希腊的奥林匹亚村，他在1852年1月在柏林宣读了考察报告，并建议恢复奥运会。顾拜旦于1892年于索邦大学大礼堂首次公开提出恢复奥运会，并把范围扩大到全世界。
1894年，顾拜旦致函各国体育组织，邀请他们参加在巴黎举行的国际体育大会。在同年6月16日举行12国的代表在巴黎举行了“恢复奥林匹克运动大会”。会议决议每四年举行一次全球范围的奥林匹克运动会。6月23日，国际奥委会成立，希腊人维凯拉斯出任主席，顾拜旦任秘书长，并亲自设计了奥运会的会徽、会旗。会议还通过了《奥林匹克宪章》。
1896年，第一届现代奥林匹克运动会终于在希臘雅典正式举行，并决定此后每4年举行一次。

## 宗旨
鼓励组织和发展体育运动和体育竞赛；在奥林匹克思想指导下，鼓舞和领导体育运动，从而促进和加强各国运动员之间的友谊；保证按期举办奥林匹克运动会。

## 组织架构

### 委员
国际奥林匹克委员会委员是国际奥林匹克运动的代表，参与每年召开的国际奥委会全体会议，对会议上提供表决的议题具有表决权。委员至多为115人，其中至多15人为现役或近期退役运动员代表（来自国际奥委会运动员委员会），至多15人来自各国际单项体育组织，另有至多15人来自各国家奥林匹克委员会及其洲际组织；其余为个人委员，至多70人。
截至2025年6月，国际奥委会有108名委员、39名名誉委员、2名荣誉委员、1名名誉主席。

### 全会
国际奥委会全体会议是国际奥委会的最高权力机构。全会每年召开一次，原则上所有委员均须参加，在会议上对国际奥委会的重大事项进行讨论、商议和表决，如修改《奥林匹克宪章》、委员选举、主席选举、确定奥林匹克运动会举办地等。

### 执行委员会
国际奥委会执行委员会负责国际奥委会的行政工作和事务管理，其成员包括国际奥委会主席1名、副主席4名和执行委员10名。

### 主席
国际奥林匹克委员会主席是国际奥委会的第一负责人，负责代表国际奥委会并主持其一切事务及活动。主席由全体委员投票选举，获简单多数票者可当选，首届任期为8年，可连任一次，连任期限为4年。

#### 历任主席
|    | 姓名                   | 國籍   | 任期           |
| -- | ---------------------- | ------ | -------------- |
| 1  | 泽麦特里乌斯·维凯拉斯  | 希腊   | 1894年－1896年 |
| 2  | 皮埃尔·德·顾拜旦       | 法國   | 1896年－1925年 |
| 3  | 亨利·德·巴耶-拉图尔    | 比利时 | 1925年－1942年 |
| 4  | 西格弗里德·埃德斯特隆  | 瑞典   | 1942年－1952年 |
| 5  | 艾弗里·布伦戴奇        | 美国   | 1952年－1972年 |
| 6  | 迈克尔·莫里斯·基拉宁   | 爱尔兰 | 1972年－1980年 |
| 7  | 胡安·安东尼奥·萨马兰奇 | 西班牙 | 1980年－2001年 |
| 8  | 雅克·罗格              | 比利时 | 2001年－2013年 |
| 9  | 托马斯·巴赫            | 德国   | 2013年－2025年 |
| 10 | 柯丝蒂·考文垂          | 辛巴威 | 2025年－       |

### 下设专门委员会
国际奥委会下设若干个专门委员会，分别参与管理国际奥委会的特定事务或提供顾问意见。专门委员会可为常设或特设，其成员由国际奥委会主席任命；主席本人为所有专门委员会或工作组的当然成员。各委员会通常由与其相关的负责国际奥委会行政管理的各个部门及其干事提供支持和领导。
目前设立的委员会包括：
- 运动员委员会（英语：IOC Athletes' Commission）
- 运动员随行委员会
- 审计委员会
- 文化与奥林匹克遗产委员会
- 数字与市场营销委员会
- 电子竞技委员会
- 道德委员会
- 财务委员会
- 夏季奥林匹克运动会未来承办委员会
- 冬季奥林匹克运动会未来承办委员会
- 性别平等、多元化与包容性委员会
- 卫生、医药与科学委员会
- 人力资源委员会
- 人权咨询委员会
- 委员选举委员会
- 电视与营销服务部董事会
- 法务委员会
- 奥林匹克广播服务公司董事会
- 奥林匹克频道董事会
- 奥林匹克教育委员会
- 奥林匹克项目委员会
- 奥林匹克团结委员会
- 奥林匹克365委员会
- 公共事务和企业传播委员会
- 营收与商业伙伴委员会
- 可持续发展与遗产委员会
- 科技和技术创新委员会
- 各屆賽事協調委员会，分别负责监督各届筹备中的奥林匹克赛事的筹办：
  - 2026年米兰-科尔蒂纳第二十五届冬季奥林匹克运动会协调委员会
  - 2026年达喀尔第四届青年奥林匹克运动会协调委员会
  - 2028年洛杉矶第三十四届奥林匹克运动会（LA28）协调委员会
  - 2030年法国阿尔卑斯山第二十六届冬季奥林匹克运动会协调委员会
  - 2032年布里斯班第三十五届奥林匹克运动会协调委员会

## 奥林匹克市场
上世纪80年代，国际奥委会几乎只有一个收入来源：和电视台签订比赛转播合同。萨马兰奇上任后致力于改变这一局面，设立了金融和市场部门，负责企业赞助、电视转播和金融投资，极大提升了奥委会的收入。

### 收入和分配
奥林匹克收入分五大块：转播、企业赞助（全球合作伙伴赞助计划）由奥委会管理，主办国本土赞助、其他冠名许可项目由主办国奥组委管理。从2001年－2004年，总收入40亿美元（25亿欧元）。
- 奥委会保留10%的收入用于日常管理开销，余下的用来推广奥林匹克运动。
- 四年裏，全球合作伙伴计划企业赞助的30%分给夏季奥运会奥组委，20%给冬季奥运会奥组委。

## 全球合作伙伴赞助计划
该计划由国际奥林匹克委员会于1985年创立。TOP即“The Olympic Partner”。TOP赞助商是国际奥委会最高级别的全球范围商业合作伙伴计划，每四年更新一次。联想集团是国际奥委会第六期的TOP计划的赞助商。于1996年亚特兰大奥运会，要成为赞助商需要缴纳至少4000万美元。

## 争议

### 贿选丑闻
国际奥委会的丑闻主要有奥委会成员在申办时收受贿赂，俗称“買票”。
根据BBC节目《广角镜》2004年报道，秘密录音带显示在争夺2012年奥运会主办权的过程中，一张奥林匹克委员会成员的选票价格约为10万-20万美元。收受贿赂的现象并不奇怪，也没有看到会改善的迹象。因为奥委会成员最多只有115人，得到其中的58票就能当选国际奥委会主席或得到奥运会的承办权，争夺2012奥运会主办权的时候伦敦以54票对50票战胜巴黎。而北京办2008奥运的花费为430亿美元，伦敦办2012奥运总花费高达150亿美元。相比这些投资，贿选的钱实在是九牛一毛。
国际奥委会屡次声称会改革，但实际上并未作出有效的改革，因为现有的体制对奥委会主席最有利，他只需要控制几十名奥委会成员就可以确保自己当选。“只要这一组织结构不变，贿选和送礼就会继续存在，因为这是奥委会主席想连任的正确策略。”

#### 2002年冬季奥运会贿选丑闻
1995年盐湖城成功申办2002年冬季奥林匹克运动会。1998年爆出奥委会成员在申办过程中收受盐湖城奥组委的贿赂，投票给盐湖城，从而使得盐湖城得到举办权。贿赂包括现金、奢侈的娱乐和旅行、给奥委会成员的亲属以奖学金或工作、房地产优惠和报销整容手术费用等。10名奥委会成员因此被解职或辞职，另外10名被警告。

### 遭國家政府索賠
2016年6月23日，科威特政府當局因不滿國際奧委會對該國實施制裁，為爭取運動員權益及補平損失，决定向其索償10億美元。

### 俄体育兴奋剂事件处理争议
2016里约奥运会开幕之前，國際奧委會針對俄羅斯的体育禁药丑闻並沒有採納世界反禁藥組織要求對俄羅斯代表团全體禁賽的建议，而是交由各單項運動協會決定，引來不少爭議。但俄羅斯對國際奧委會的決定表示「雖然嚴格但是客觀」，最後派出参加俄罗斯代表团的人数從389人降為282人。

### 部分委員與中国有利益纠葛
网络报《野兽日报》（Daily Beast）揭露，国际奥会副主席柯兹（John Coates）表示针对新疆問題向中國政府施压并非国际奥会的「职责范围」、「我们必须尊重奥运主办国家的主权」。有调查揭露柯兹的公司与中国有很深的商业关系，包括发生维吾尔族少数族群种族灭绝事件的新疆；另外据《野兽日报》调查发现，国际奥会加拿大委员庞德（Dick Pound）担任顾问的加拿大司特曼律师事务所（Stikeman Elliott LLP）在中国有长期经验。英国杂志《私家侦探》（Private Eye）揭露指出，英国委员柯伊（Sebastian Coe）担任澳洲矿业公司FMG集团（Fortescue Metals Group）的非执行董事，每年可以拿薪超过13万美元，而这家公司在2020年的数十亿美元营收有9成来自中国，更有一家中国国营公司是集团大股东。

### 其他争议
有些事情是國際奧委會的禁忌，且無法接受的事情：種族歧視、性别歧视（例如禁止女性參賽）和近期曾發動大規模戰爭。
以上三种情形中的任何一个，都使得相關國家無法拿到主辦權，而這些國家運動員通常也完全無法正常參加奧運。种族歧视的例子；南非因為从1948年开始施行種族隔離政策，所以从1964到1988年期间举办的奧運会都被禁止参加。性别歧视的例子；阿富汗因为是塔利班制定了女运动员的禁令，而被禁止参加2000年悉尼奥运会。战争的例子；在第一次世界大战结束两年后，战败的同盟国（奥地利、保加利亚、土耳其、匈牙利和德国）没有参加1920年安特卫普奥运会。这些国家也被禁止参加1924年在法国举行的第一届冬季奥运会。二战结束3年后的1948年，德国和日本亦被禁止参加该年的伦敦奥运会。
但是奥委会的禁令并非绝对，发动战争的侵略者几乎没有受到国际奥委会的反响，而是依赖各国的态度。例如1968年8月苏联进军捷克斯洛伐克以镇压具有改革思想的布拉格之春时，当年10月在墨西哥城举行的奥运会上没有任何抵制。在苏联入侵阿富汗期间，俄罗斯不仅参加1980年的比赛，还主办了莫斯科奥运会。作为回应，美国领导了包括60多个国家发起有史以来最大规模的抵制活动，而包括英国在内的其他一些国家则打着奥林匹克的中立旗帜参加了比赛。苏联和14个东方集团国家随着抵制1984年在洛杉矶举行的下一届奥运会。
同時，為了辦奧運所產生的人權、環保、不尊重主辦城市的意願等問題，也引起部分團體抗議，但是國際奧委會卻對他們的訴求大多不領情。而接連發生的體育醜聞，例如世界田径联合会在俄罗斯体育兴奋剂问题上包庇俄羅斯、国际足球联合会在2015年爆发的世界杯举办权受贿事件等問題，奧運也可能成為下一個體育醜聞的引爆點，也給了奧運未來永續發展的未知數。